# Estatua de la Libertad (Lusaka)
La Estatua de la Libertad (en inglés: Freedom Statue) es un monumento de Lusaka (Zambia) que representa a un hombre rompiendo sus cadenas, metáfora de la independencia de Zambia del Reino Unido. Fue erigida en memoria de los caídos por la liberación. Está situada en Independence Avenue, una de las calles más importantes de la ciudad, entre edificios administrativos y frente al Museo Nacional de Lusaka, y es uno de los símbolos de Zambia. Es obra del artista británico James Walter Butler, y fue terminada en 1974.
Resulta popular concentrarse junto a ella el 25 de mayo, Día de la Independencia de África.